# Мисько Орест Еммануїлович
Мисько Орест Еммануїлович (12 квітня 1950, Львів) — сучасний український та латвійський скульптор, кераміст.

## Життєпис
Син Еммануїла Петровича Миська, брат Юрія Еммануїловича Миська та Роксолани Мисько-Пасічник. Член молодіжної СХ України (1974), СХ Латвії (1987).
Закінчив Львівський інститут прикладного та декоративного мистецтва (1972; викл. І. Крислач, М. Курилич). Працював у монументальному цеху Львівського художнього комбінату (1972—1977), у монументальному цеху Київського художнього комбінату (1977—1983), з 1984 р. на творчій роботі, член Творчої асоціації керамістів «Logs» (з 1984, кер. — 1995—2000), Викл. відділ. кераміки Балтиморського художнього коледжу (США, 2000). Учасник нац. та зарубіж. худож. виставок від 1972. Персональні — в Україні (1988, 1996 — м. Київ, 2011 — м. Львів), Латвії (1985, 1991, 1995 — м. Рига, 1997, 2005 — м. Тукумс).
Окремі роботи зберігаються в музеях України, Данії, США, Німеччини. Нагороджений медаллю СХ Латвії за найкращу роботу року, 1990; Диплом за II місце на Міжнародній молодіжній виставці Балтійських республік, м. Рига, 1985. Працює в жанрі декоративної пластики.

## Пластика

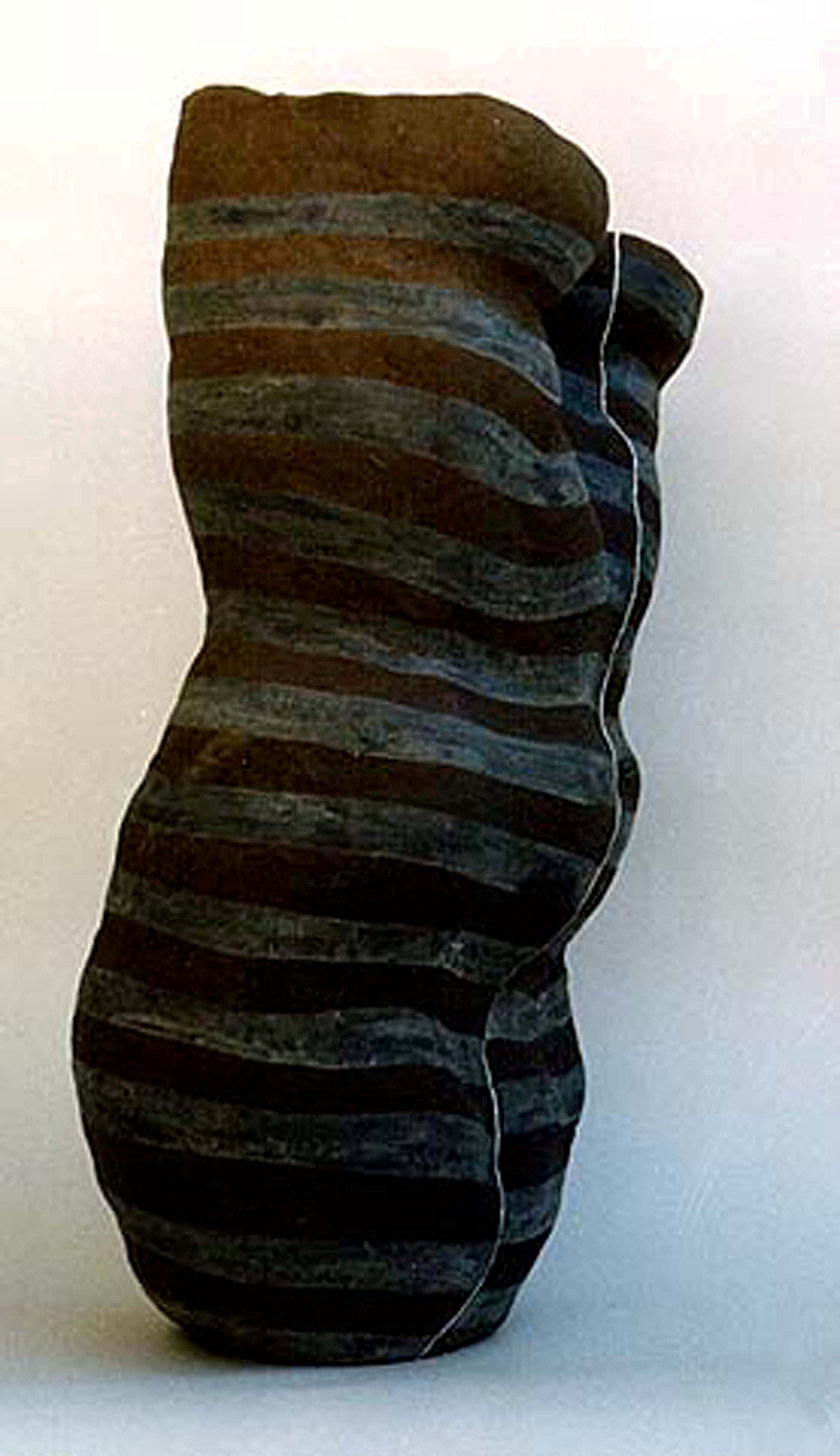
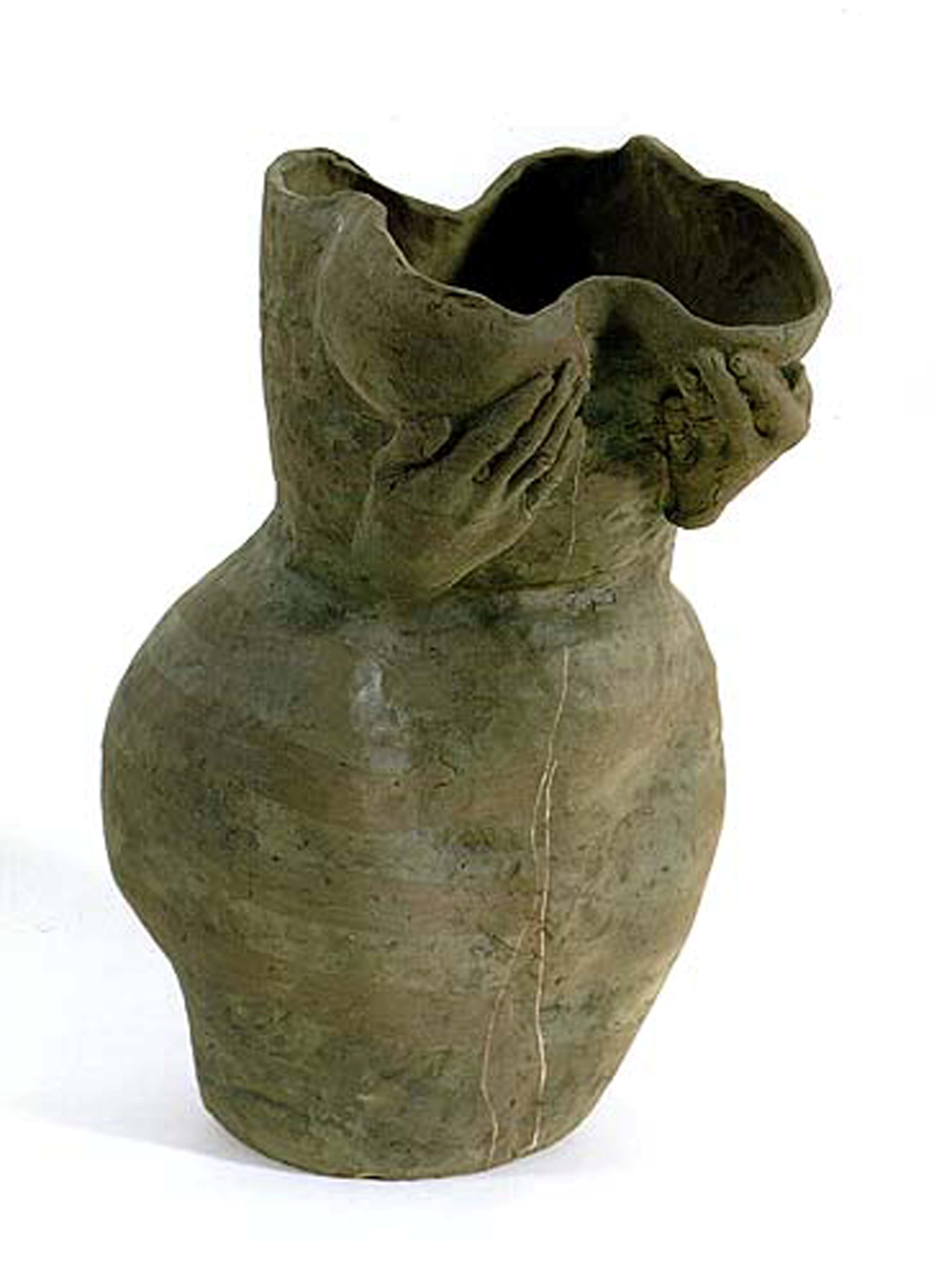
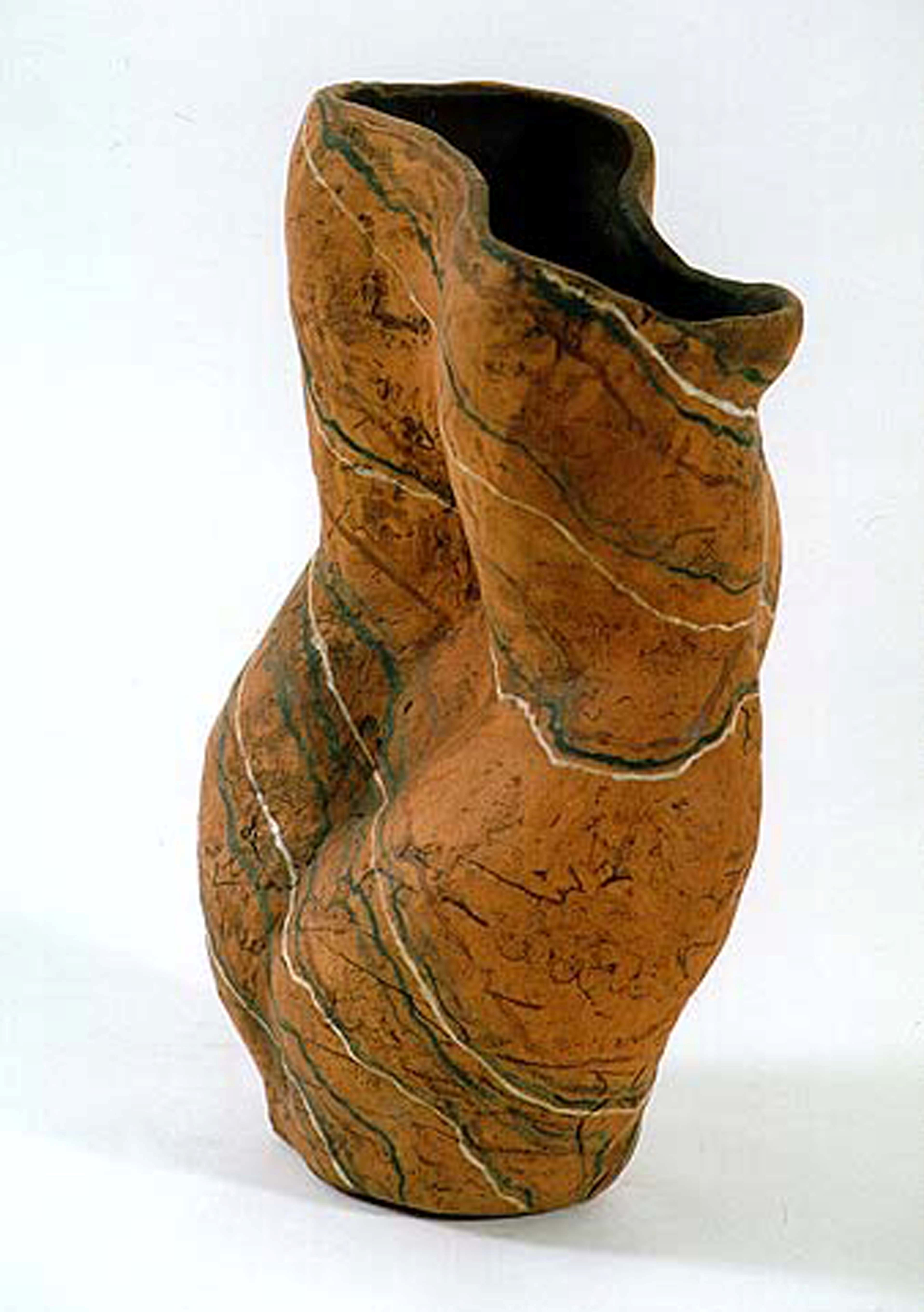
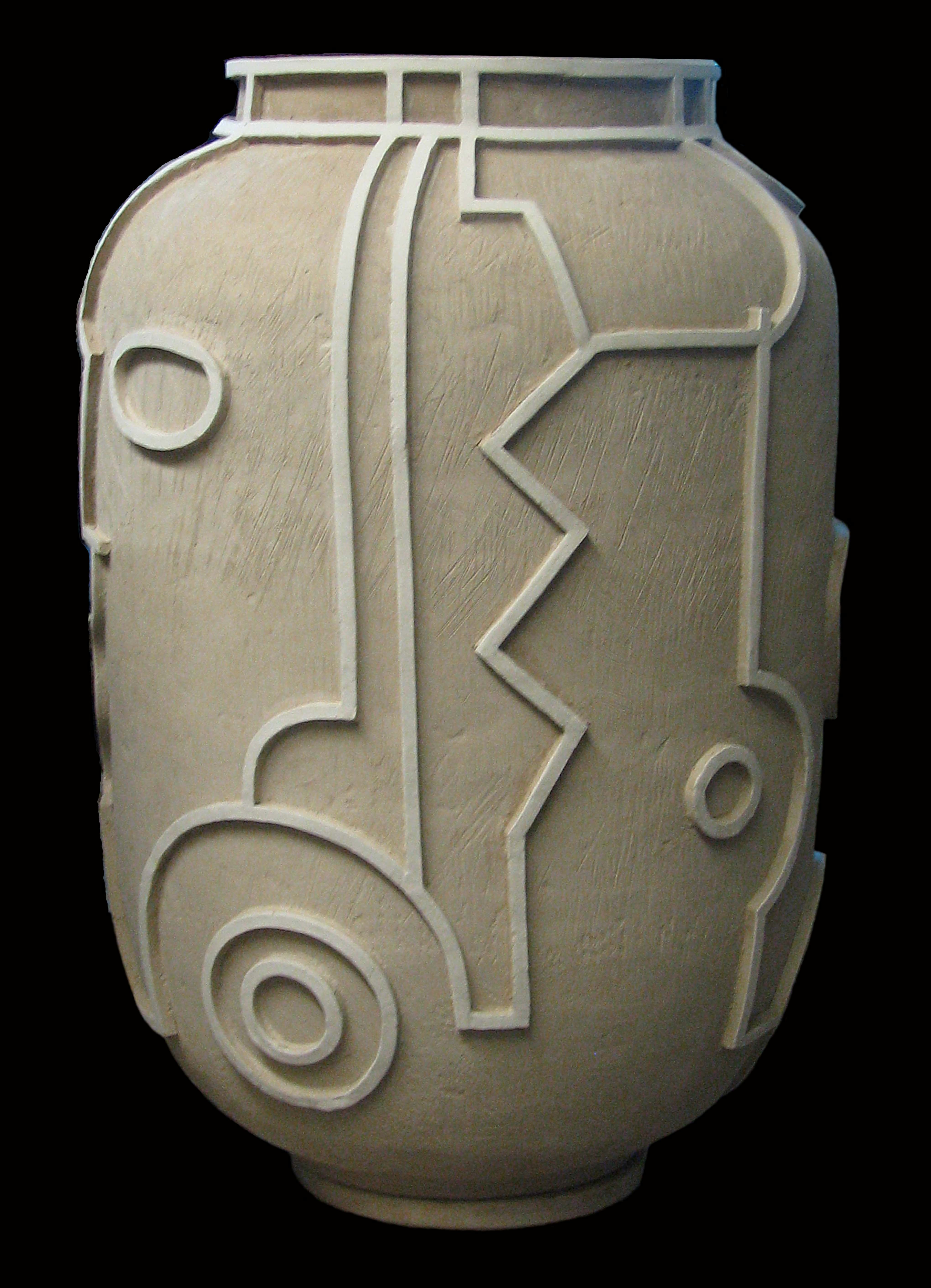
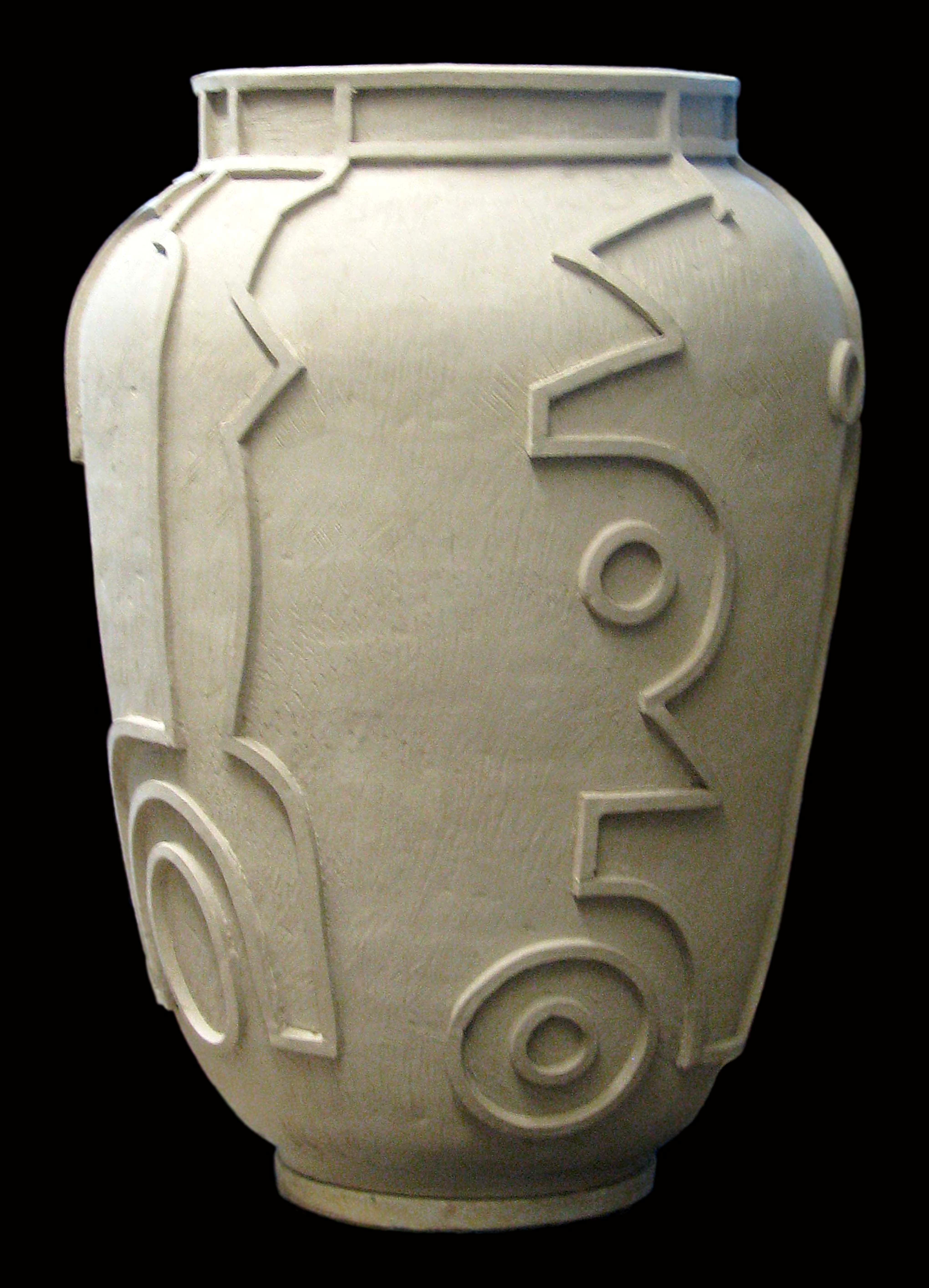
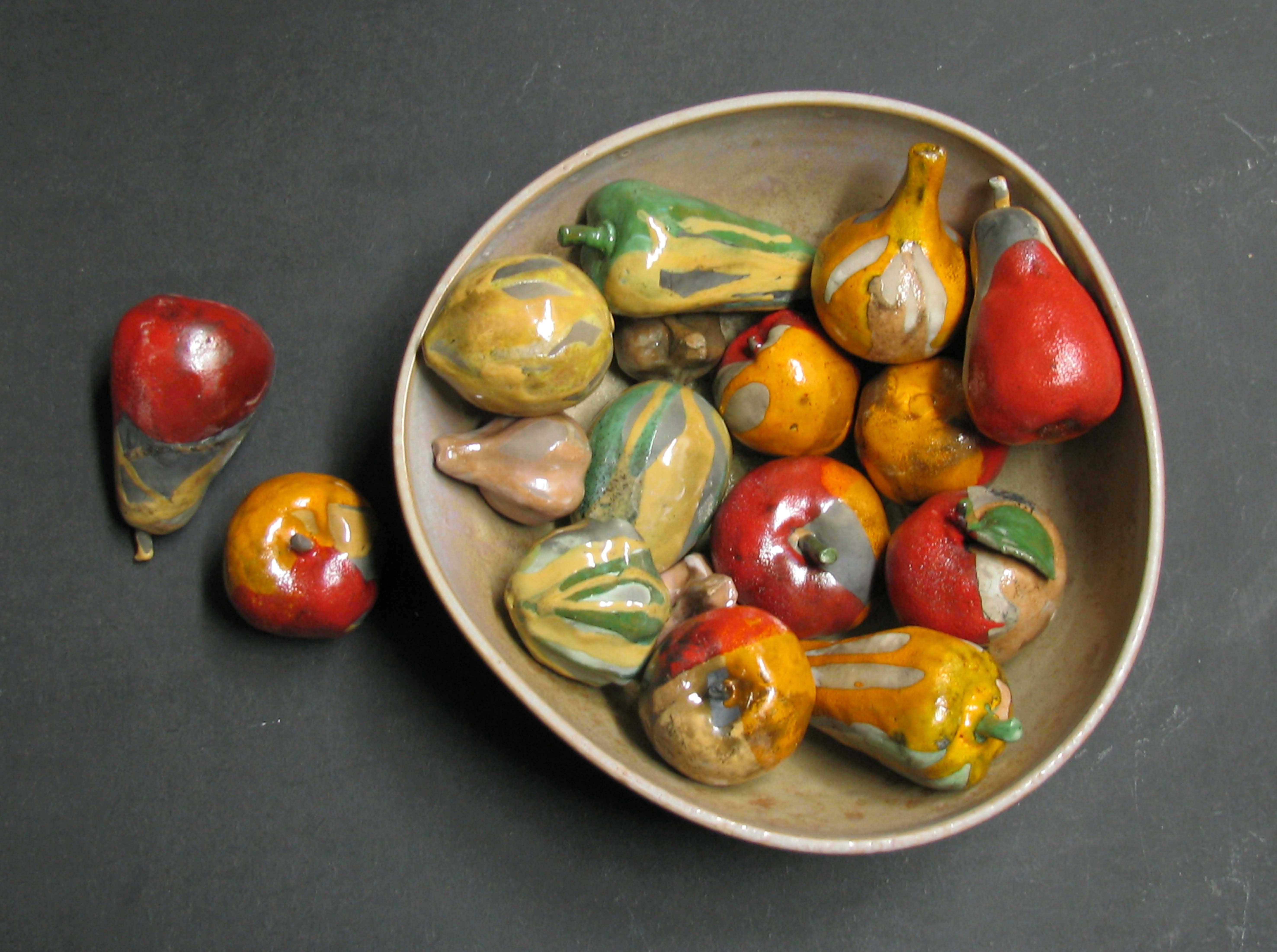
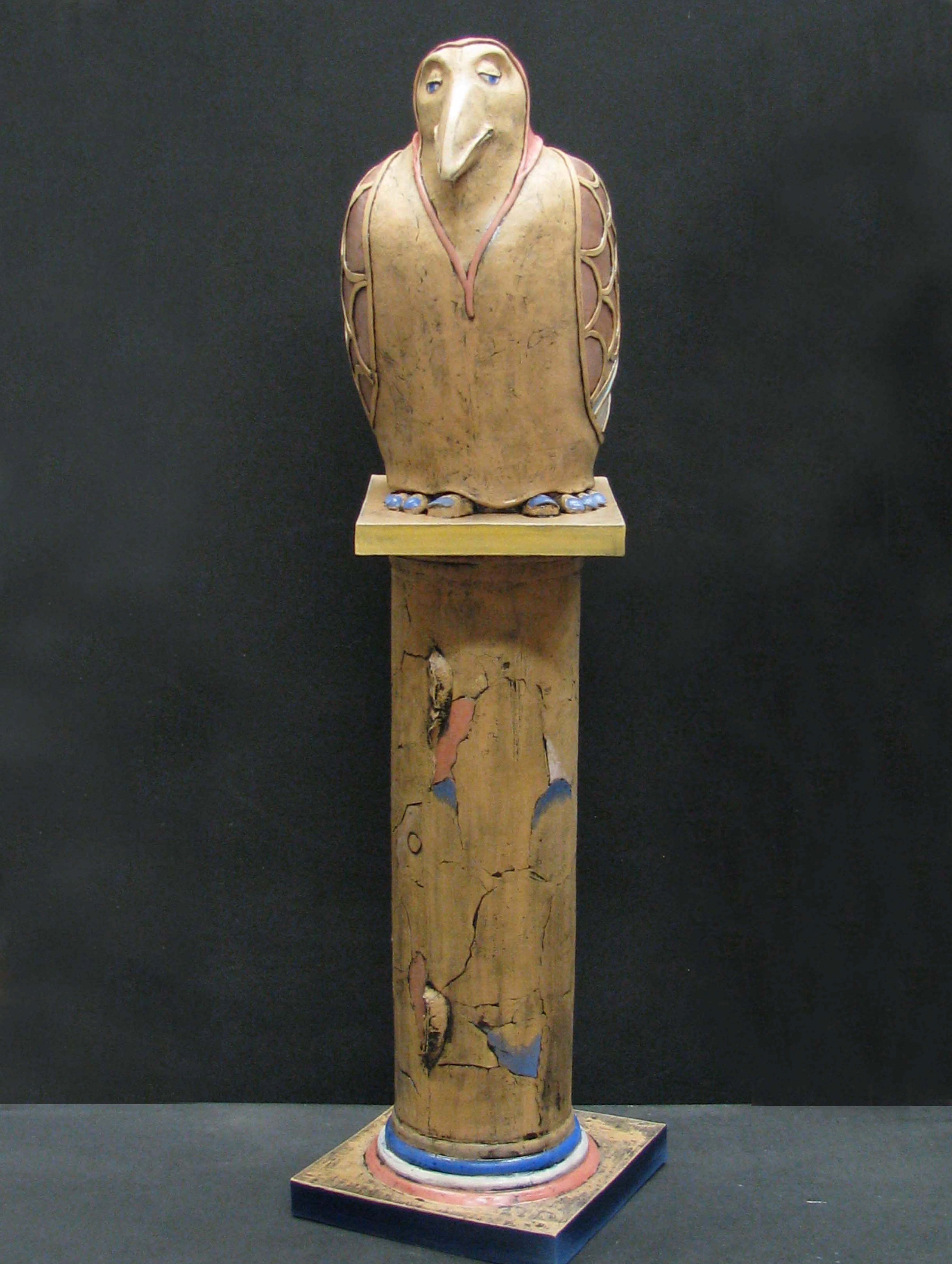
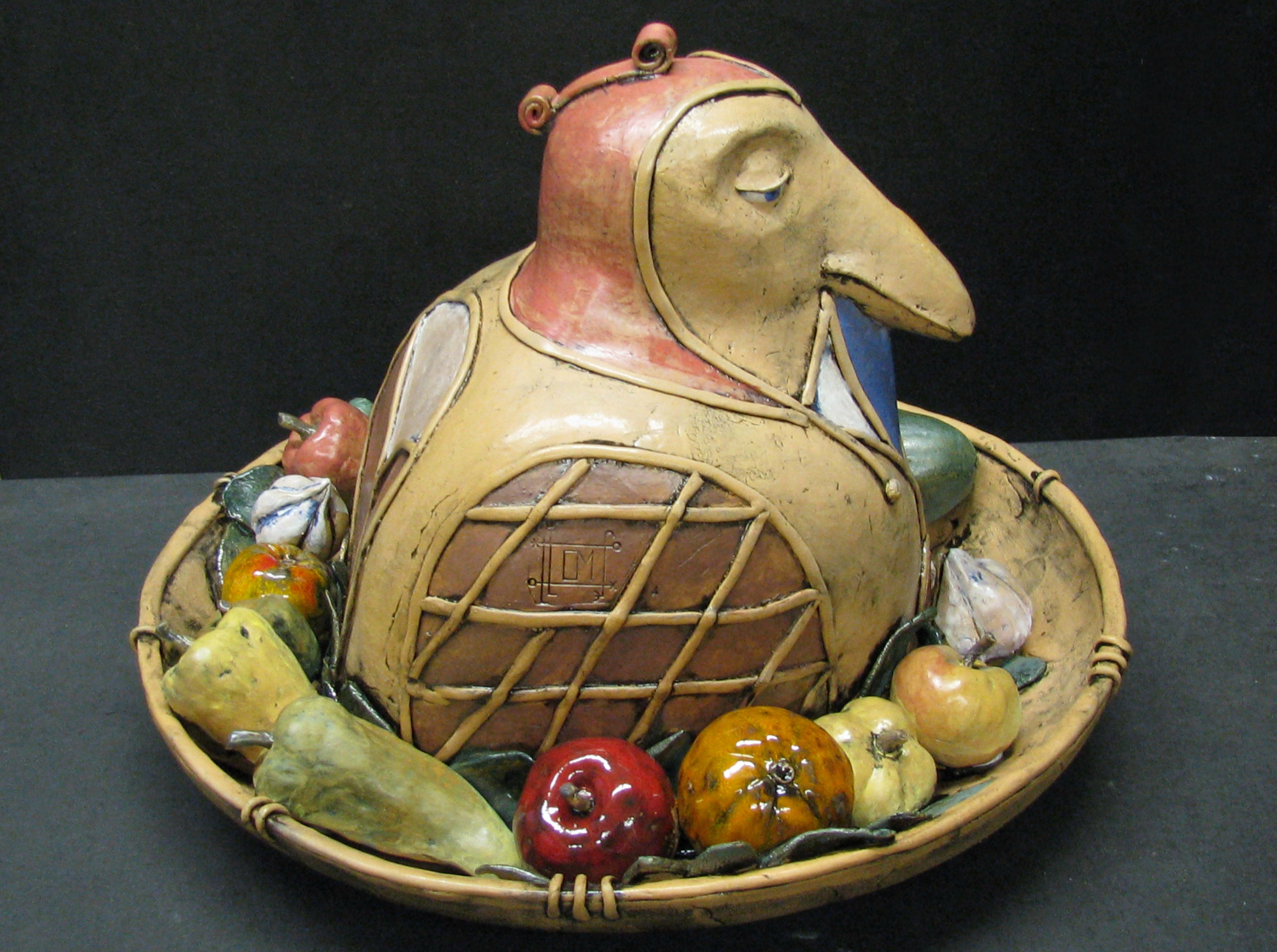
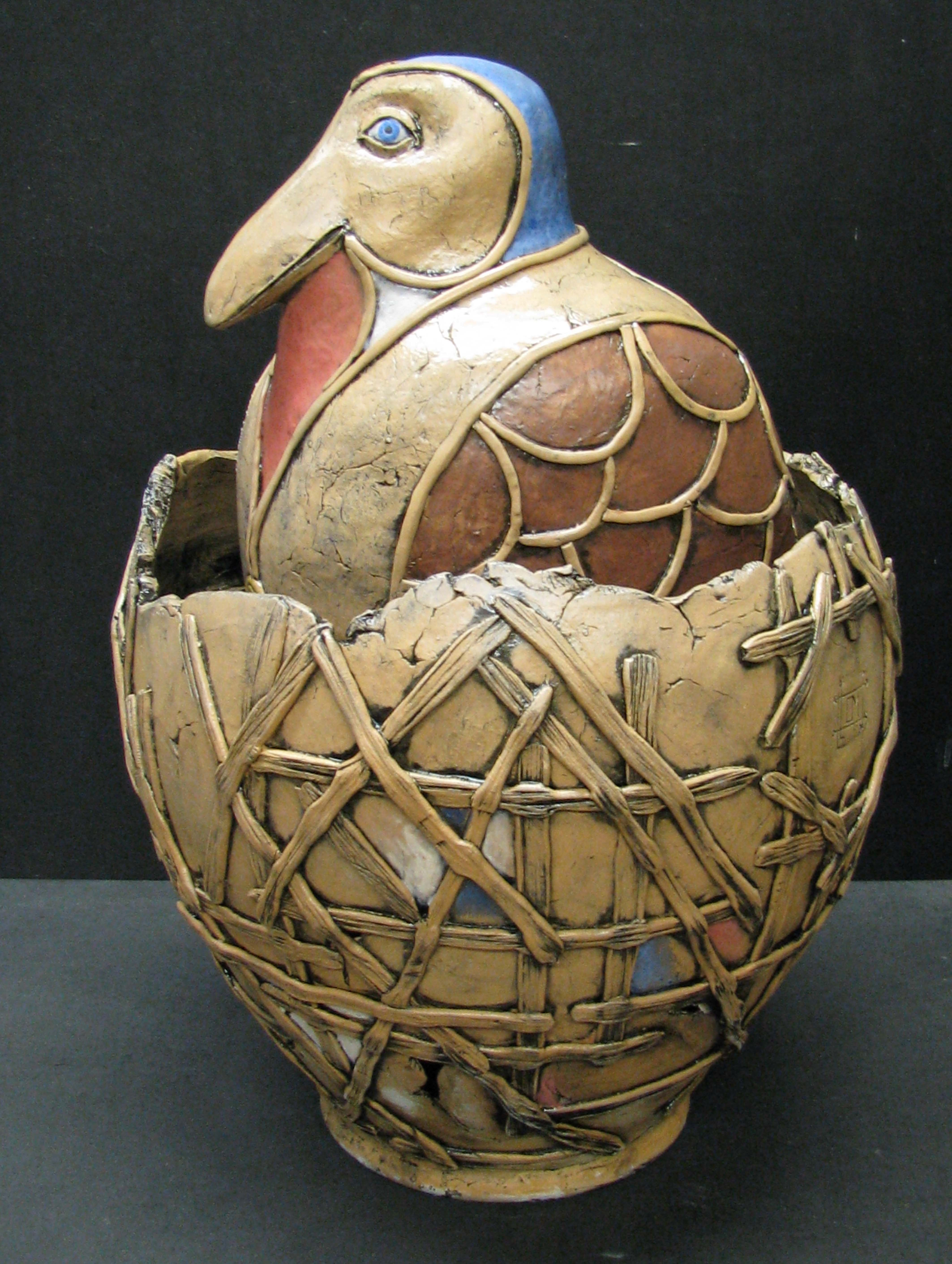
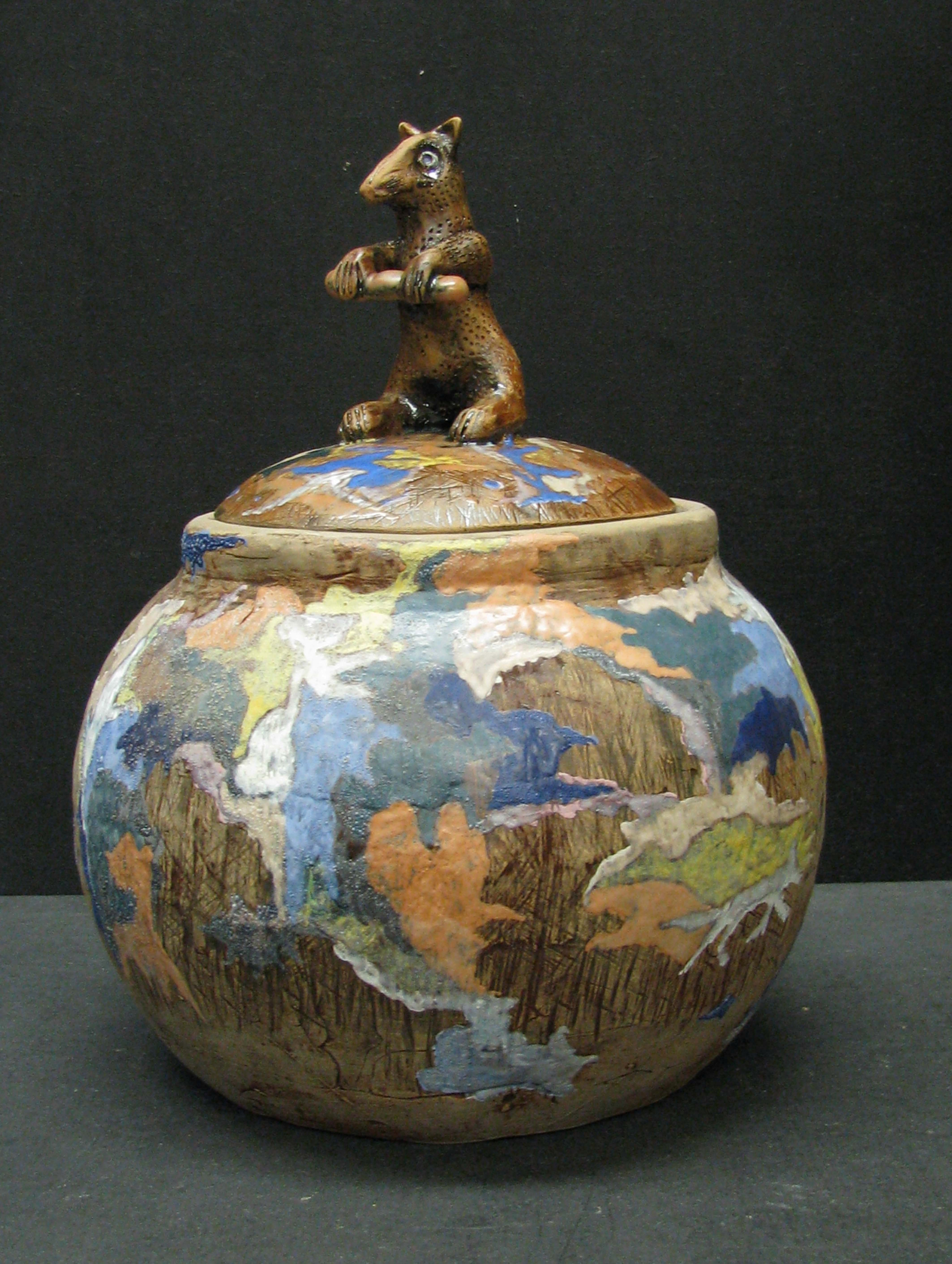
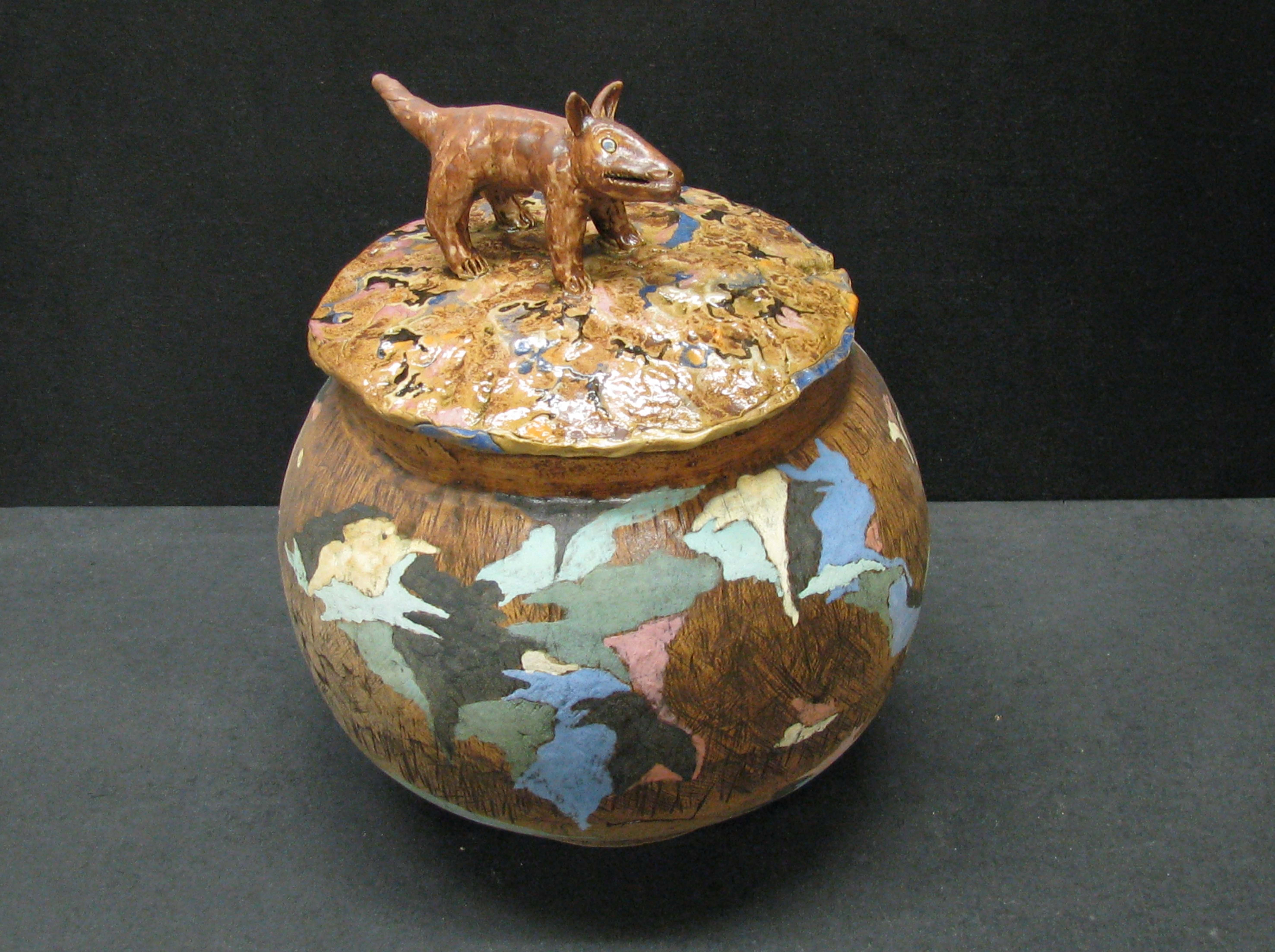
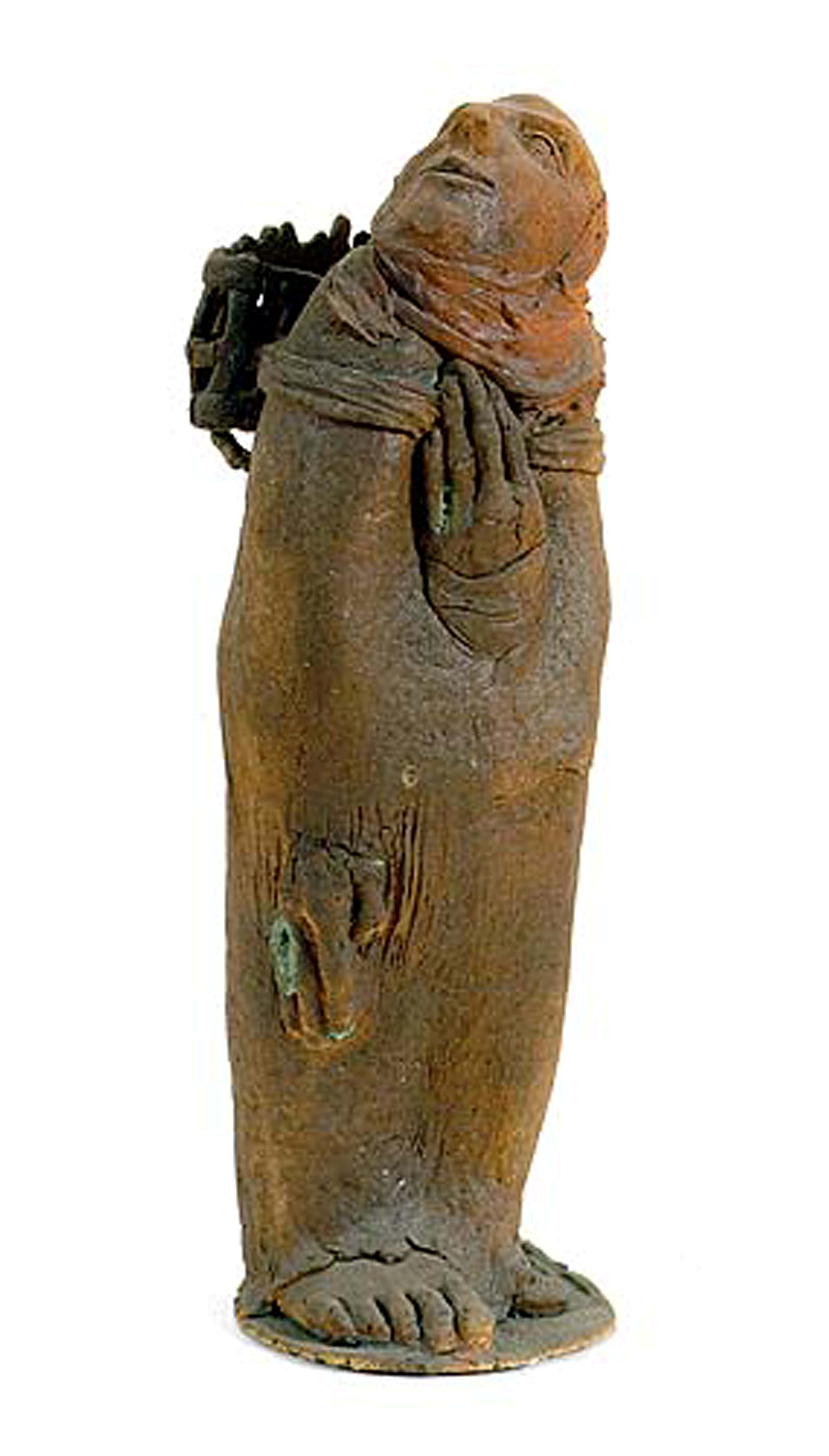
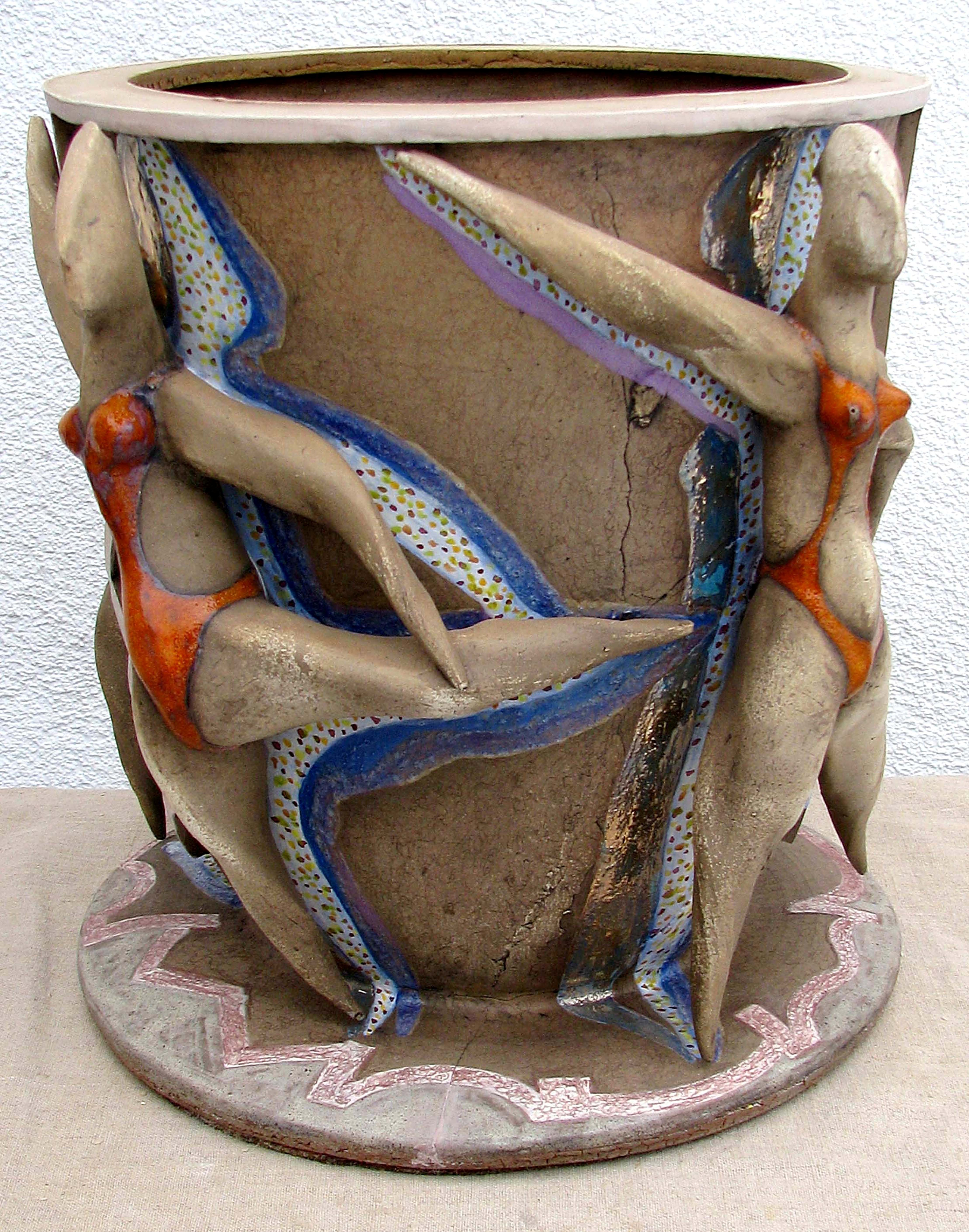
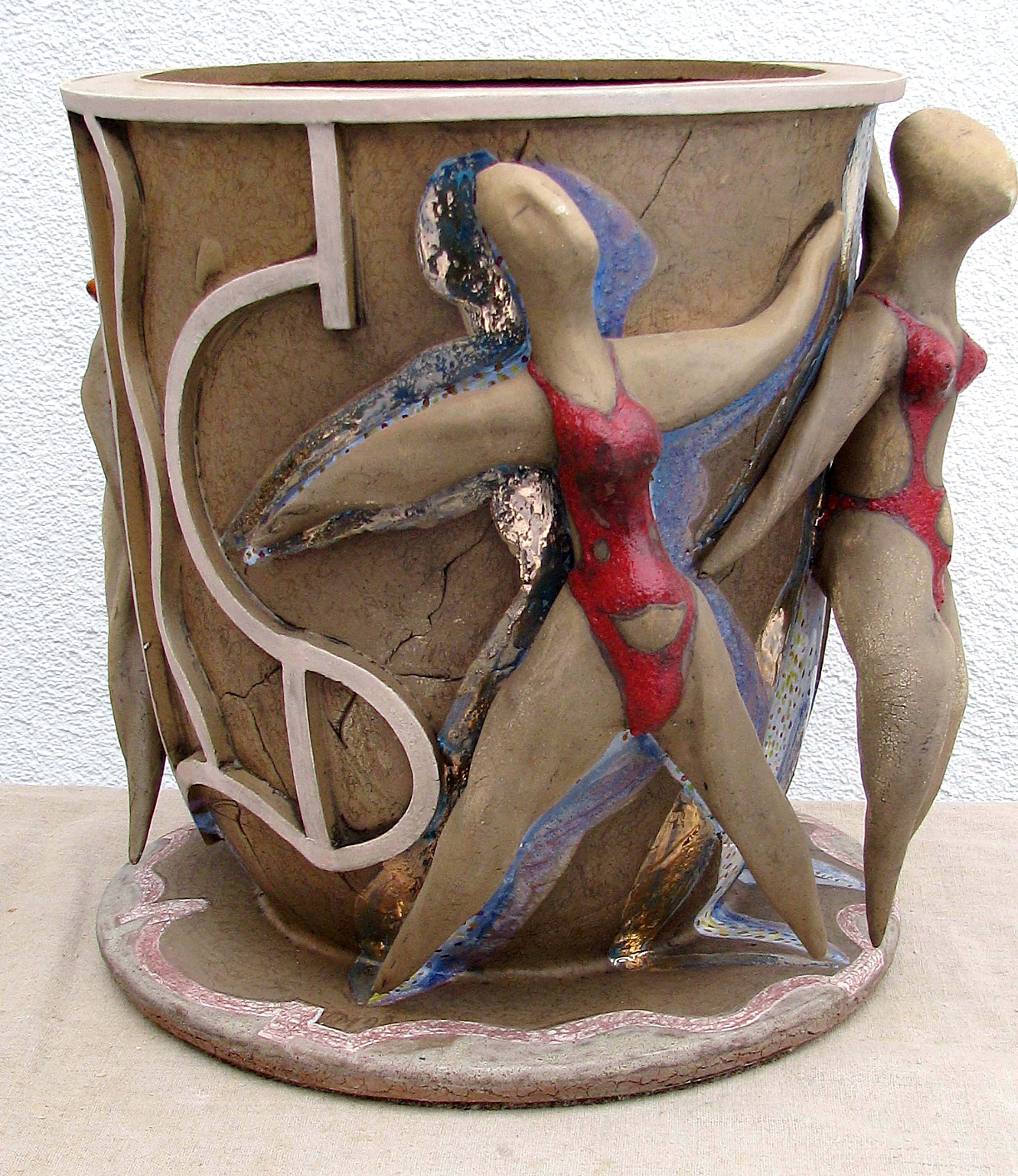
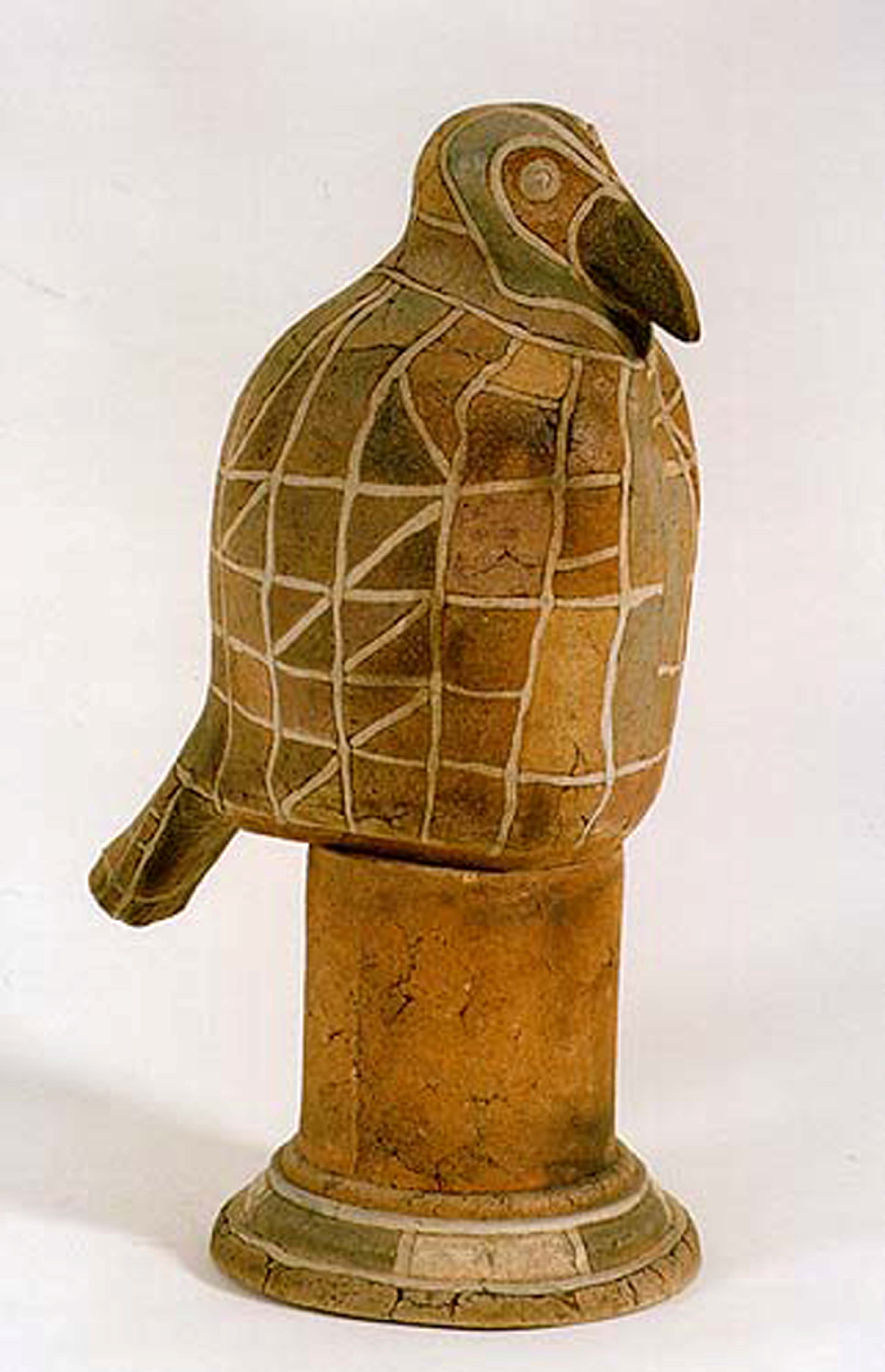
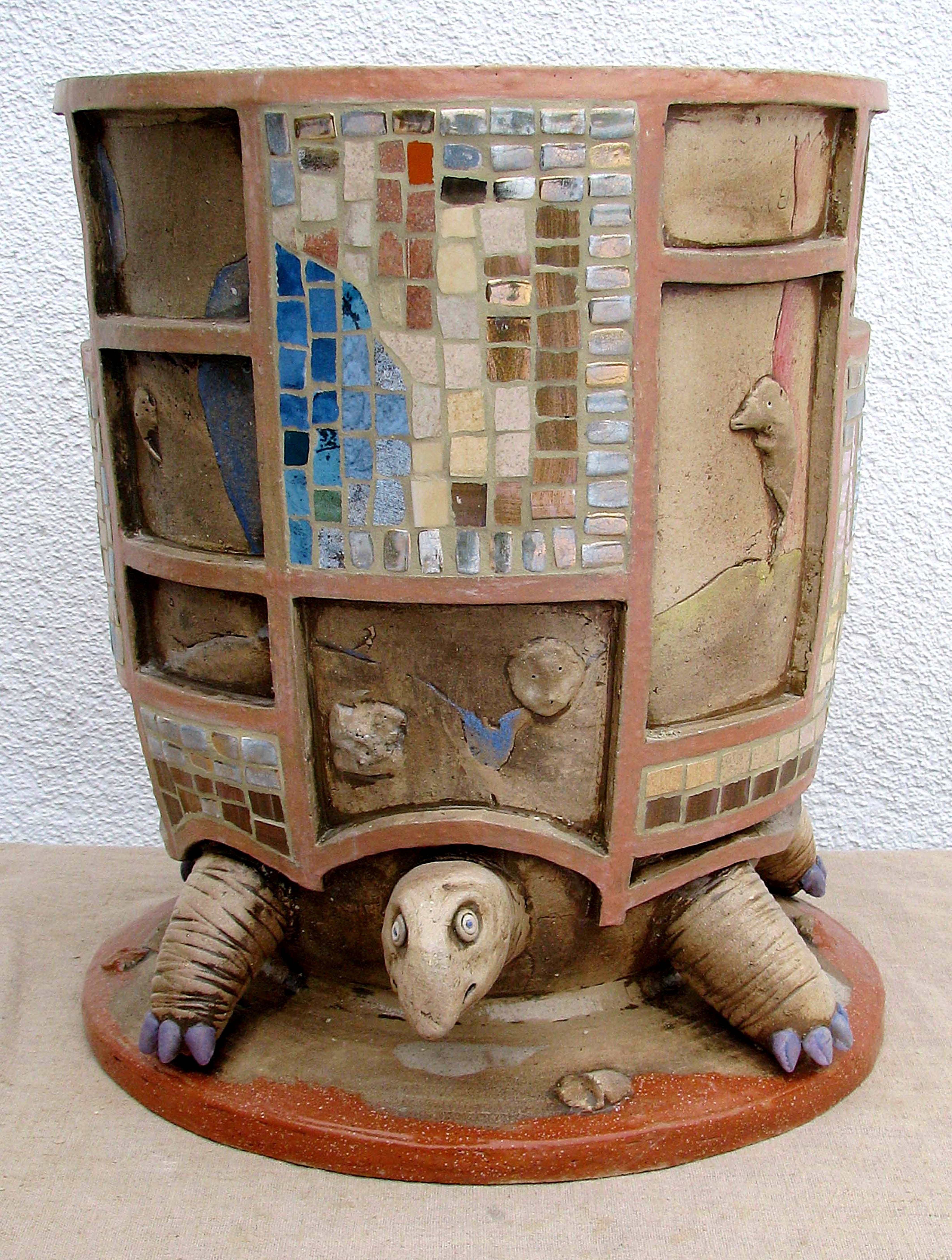
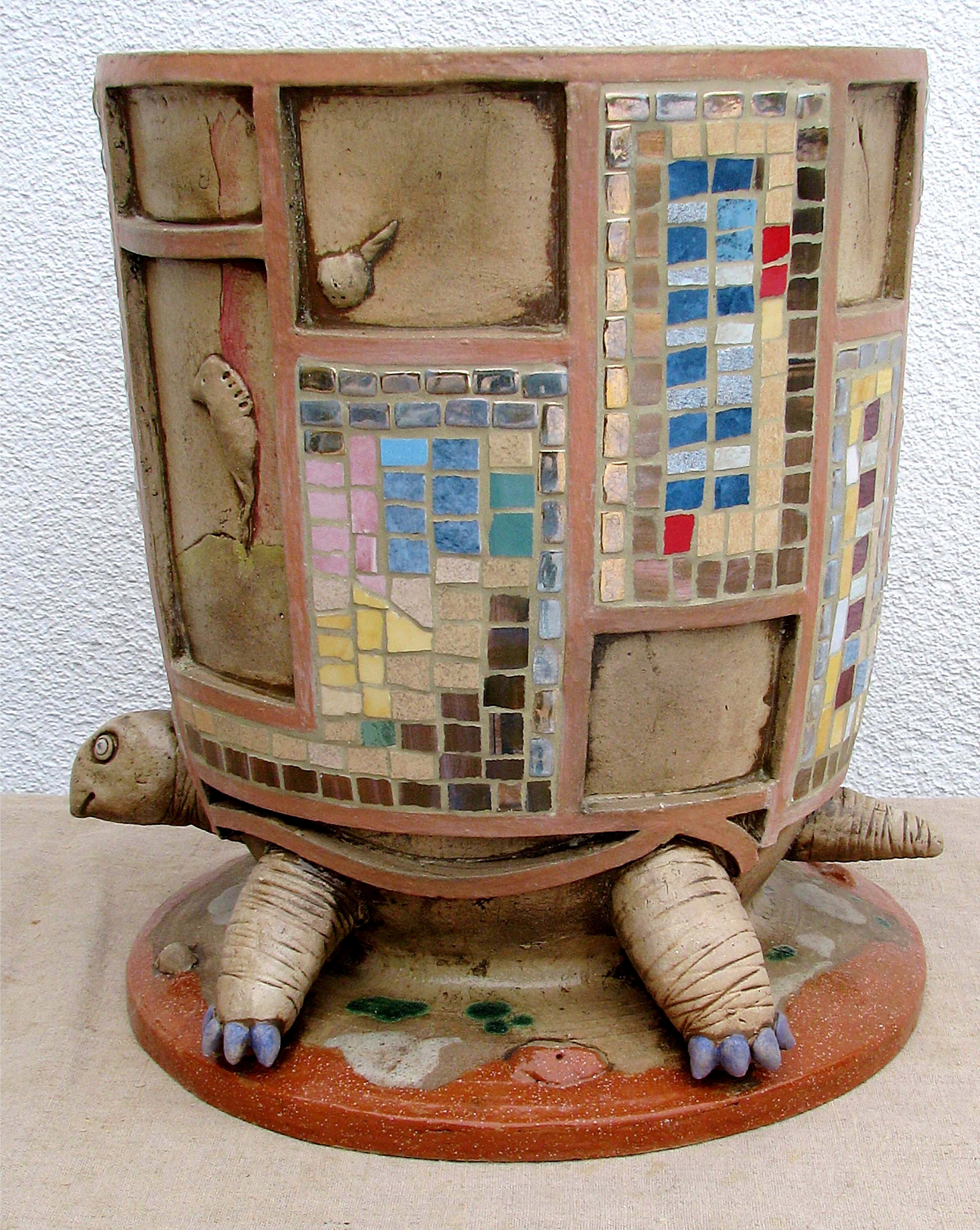

## Твори
- «Любимчик» (2013, порцеляна, розпис)
- «Квіточка», (2012, порцеляна, полива)
- «Квочки» (диптих, порцеляна, комбінована техніка)
- «Черепаха» (2005, шамот, мозаїка, розпис)
- «Сад кактусів Барселони» (1998, триптих, шамот, метал, розпис
- «Голий-босий» (1990, шамот, високий випал)